# Хари Худини
Хари Худини (на английски: Harry Houdini), роден Ерих Вайс, (Erich Weiss или Ehrich Weisz) е американски илюзионист и каскадьор. През 1892 г. приема псевдонима Худини в чест на неговия духовен учител, френският илюзионист Робер Уден (Jean Eugène Robert-Houdin). 
Първо привлича вниманието с водевил в Съединените щати, а след това на обиколка из Европа, където предизвиква полицейските сили да го държат затворен. Скоро той разширява репертоара си, като включва вериги, въжета, спуснати от небостъргачи, усмирителни ризи под вода и да се измъква от и да задържа дъха си в запечатани контейнери с вода. През 1910 година започва да се снима в киното и прави няколко филма, но напуска актьорството, защото не успява да спечели пари. Той също е запален летец и има за цел да стане първият човек, управлявал моторен самолет в Австралия.

## Ранни години
Според намереното след смъртта му свидетелство за раждане (The Houdini Birth Research Committee's Report (1972)), Худини е роден в Будапеща в семейство на унгарски евреи. Родителите му емигрират в САЩ на 3 юли 1878 г., когато той е на 4 години. През 1887 година се установяват в Ню Йорк. Той е едно от общо 7 деца.
Хари Худини започва да прави фокуси, когато е само на 10 години. Първоначално започва гастроли в САЩ със своя брат. Той се самоосвобождава от белезници и от резервоари, пълни с вода, заключени с катинари. Непрекъснато усъвършенства и усложнява своите трикове и фокуси. Започва професионалната си кариера през 1891 г., но без особен успех. Става приятел с президент Теодор Рузвелт. Има слухове, че се свързва с тайните специални служби. Започва да се интересува от авиация и прави първия в историята полет над Австралия.

## Последни години
С напредване на възрастта той често попада в болници след представление. В последното десетилетие от живота си Хари Худини започва да издава книги, в които разкрива много от тайните на своите трикове. Той също така разобличава някои шарлатани, които твърдят, че им помагат свръхестествени, отвъдни сили. В светлината на всичко това неговата смърт остава забулена в загадка. Официалната версия е, че е починал от перитонит, но има съмнения, че може да е убит.